# Nemoria pescadora
Nemoria pescadora är en fjärilsart som beskrevs av Beutelspacher 1984. Nemoria pescadora ingår i släktet Nemoria och familjen mätare. Inga underarter finns listade i Catalogue of Life.